# Antepipona mamathensis
Antepipona mamathensis är en stekelart som beskrevs av Giordani Soika 1985. Antepipona mamathensis ingår i släktet Antepipona och familjen Eumenidae. Inga underarter finns listade i Catalogue of Life.